# Euorodalus subtilitarsis
Euorodalus subtilitarsis är en skalbaggsart som beskrevs av Rudolph Petrovitz 1963. Euorodalus subtilitarsis ingår i släktet Euorodalus och familjen Aphodiidae. Inga underarter finns listade i Catalogue of Life.